# Parathoracaphis manipurensis
Parathoracaphis manipurensis är en insektsart. Parathoracaphis manipurensis ingår i släktet Parathoracaphis och familjen långrörsbladlöss. Inga underarter finns listade i Catalogue of Life.